# Christophe Laborie
Christophe Laborie (Aurillac, 5 d'agost de 1986) és un ciclista francès, que va debutar professionalment el 2010.

## Palmarès
- 2009
  - Vencedor d'una etapa a la Mi-août bretonne
- 2010
  - Vencedor d'una etapa al Tour Nivernais Morvan